# Brahe (exoplanet)
Brahe eller 55 Cancri c (forkortet 55 Cnc-c) er en af fem exoplaneter, der er fundet kredsende om hovedstjernen 55 Cancri A i dobbeltstjernesystemet 55 Cancri, ca. 41 lysår borte i stjernebilledet Krebsen.  
Brahe har et excentrisk kredsløb og kredser en gang i løbet af 44,34 dage. Det er den tredje kendte planet i en afstand fra dens stjerne. Brahe blev opdaget den 13 juni 2002 og har en masse på omkring halvdelen af Saturn. Siden planeten blev opdaget indirekte gennem observationer af sin stjerne, er egenskaber som radius, sammensætning og temperatur ikke kendt. Med en masse, der omtrent svarer til Saturns masse, er det sandsynligt, at Brahe er en gasplanet uden fast overflade.